# Carl Goetz (Bankmanager)
Carl Friedrich Goetz (* 12. Juni 1885 in Frankfurt am Main; † 26. August 1965 in Essen) war ein deutscher Bankmanager. Er war von 1933 bis 1936 Vorstandssprecher der Dresdner Bank und danach bis 1945 Aufsichtsratsvorsitzender. Nach dem Krieg war er Aufsichtsratsvorsitzender einer Nachfolgebank und von 1957 bis 1965 erneut Aufsichtsratsvorsitzender der Dresdner Bank.

## Leben

### Aufstieg
Goetz trat 1902 in den Bankberuf ein. Zwischen 1904 und 1914 war er bei der Banque Internationale de Bruxelles tätig. Dort stieg er zum Leiter des Revisions- und Personalwesens auf. Während des Ersten Weltkrieges war er in Frankreich interniert. Zwischen 1918 und 1920 war er Prokurist bei Werthheimber&Cie. in Frankfurt. Danach arbeitete er für die Commerz- und Privatbank. Zunächst war er Leiter der Filiale in Frankfurt am Main. Seit 1922 war er stellvertretendes Vorstandsmitglied in Berlin. Ab 1928 gehörte er als ordentliches Mitglied dem Vorstand an. Er erwarb sich auch darüber hinaus Ansehen als Bankfachmann, so dass ihn die Regierung um Heinrich Brüning während der Bankenkrise im Juli 1931 in den Vorstand der verstaatlichten Dresdner Bank berief. Neben Samuel Ritscher spielte er bald eine zentrale Führungsrolle. Goetz galt als Vertrauter des Finanzministers Hermann Dietrich. Auch Reichsbankpräsident Hans Luther und dessen Nachfolger Hjalmar Schacht haben ihn geschätzt. Er war zuständig für die schwierige Fusion der Darmstädter und Nationalbank und der Dresdner Bank. In der Folge hat er maßgeblich zur Sanierung des Unternehmens beigetragen.

### Zeit des Nationalsozialismus
Seit Dezember 1933 war er offiziell auch Vorstandssprecher. Daneben hatte er auch zahlreiche Aufsichtsratsmandate inne. So war er Aufsichtsratsvorsitzender der AEG und der Deutsch-Südamerikanischen Bank. Zu Beginn der nationalsozialistischen Herrschaft übten einige NSDAP-Mitgliedern unterhalb der Führungsebene der Bank und von außen etwa Otto Wagner Druck auf einem Umbau des Vorstandes aus. Dies richtete sich in erster Linie gegen die traditionell zahlreichen Vorstandsmitglieder mit jüdischer Herkunft. Auch Goetz, der keine jüdischen Wurzeln hatte, geriet wegen seiner Tätigkeit als Freimaurer zeitweise unter Druck. Auch wenn die Führung der Bank den Frontalangriffen dadurch widerstand, dass sie sich anderer nationalsozialistischer Personen bediente, senkte dies die Distanz zum Regime ab und verstärkte die Möglichkeiten der Einflussnahme von Parteifunktionären auch auf die Personalangelegenheiten. Letztlich musste die Bank dem Druck weichen. Die meisten jüdischen Vorstands- und sonstigen Führungsmitglieder mussten ihre Posten aufgeben und mit Erich Meyer und Karl Rasche kamen ausgewiesene Gefolgsleute der Nationalsozialisten in den Vorstand.
Die Bank profitierte von den Wiederaufrüstungsplänen. So wurde die Bank ab 1934 wichtig für die Finanzierung der Braunkohle Benzin AG. Goetz selbst hat sich Gedanken gemacht, wie die Bank von den Arisierungen profitieren könnte und den anderen Großbanken vergeblich eine gemeinsame Vorgehensweise angeboten.
Im Jahr 1936 wechselte er an die Spitze des Aufsichtsrates, nachdem die letzten verbliebenen jüdischen Führungspersonen dort ihre Posten räumen mussten. Goetz konnte sich mit Rückendeckung des Reichswirtschaftsministeriums derartig umfassende Kompetenzen sichern, dass er faktisch sowohl Vorstand wie auch Aufsichtsrat vorstand. Er übte das Aufsichtsratsmandat hauptamtlich aus, hatte das Recht an Vorstandssitzungen teilzunehmen und der Geschäftsführung Weisungen zu erteilen. Später wurde ihm in einem gesonderten Vertrag noch die Befugnis erteilt, die Beziehungen zu den Großkunden der Bank und zur politischen Führung zu pflegen. Erst 1942 wurde er auf die reine Aufsichtsratstätigkeit zurückgedrängt. Bis dahin war Goetz die eindeutig führende Persönlichkeit der Bank und trug die Verantwortung für alle wichtigen Entscheidungen, über die er zumindest in der Regel auch informiert war. Wenn es denn seine Absicht war, den der SS nahestehenden Vorstandsmitgliedern den Wind aus den Segeln zu nehmen, wie er später erklärte, ist ihm dies nicht gelungen. Tatsächlich hat er wohl deren Tätigkeit nicht behindert. Letztlich trug Goetz die Verantwortung dafür, dass der SS-Flügel immer stärker und die Bank immer näher an das Regime heranrückte.
Goetz ist von Beginn an einem Konsolidierungskurs gefolgt, der das Unternehmen bereits 1935 wieder in die Gewinnzone führte. Dies war eine Voraussetzung für die von ihm 1937 maßgeblich mit betriebene Rückübertragung der Bank aus der Staatshand in Privatbesitz.
Die Bank hatte eine zentrale Rolle beim Aufbau der Autarkiewirtschaft des dritten Reiches inne. Während des Krieges handelte sie mit Raubgold und mit Gold aus der Hinterlassenschaft der Opfer der Konzentrationslager. Ob der Bank die Herkunft des Goldes bekannt war, ist unklar. Darüber hinaus wurde sie zum wichtigsten Kreditgeber der SS und unterhielt enge Beziehungen zu den Zwangsbetrieben der SS.
Im Zusammenhang mit dem Hitlerattentat vom 20. Juli 1944 wurde Goetz vorübergehend festgenommen. Für seine Rolle als Aufsichtsrat von Zwangsbetrieben, etwa den Adlerwerken in Frankfurt am Main, in denen zeitweilig ein besonders übles Außenlager des KZ Natzweiler-Struthof angesiedelt war, musste er sich nicht verantworten.

### Nachkriegszeit
Von April 1946 bis Dezember 1947 war er von den Amerikanern interniert. Nach dem Krieg wurde die Dresdner Bank in verschiedene Unternehmen aufgespalten. Goetz nahm erheblichen Einfluss auf die Neuordnung des Bankwesens in der Bundesrepublik und war für die Überwindung der Aufspaltung der Großbanken. Zwischen 1952 und 1957 war er Aufsichtsratsvorsitzender der Rhein-Ruhr Bank AG als einer der Nachfolgeinstitute der Dresdner Bank. Nach dem erneuten Zusammenschluss war er von 1957 bis 1965 erneut Aufsichtsratsvorsitzender der Dresdner Bank. Danach war er Ehrenvorsitzender. In seiner Amtszeit an der Spitze der Bank stieg diese zur zweitgrößten hinter der Deutschen Bank auf.